# 哈通希爾卡山 (瓦里區)
9°22′52″S 77°10′57″W / 9.38111°S 77.18250°W
哈通希爾卡山（Jatunjirca），是秘魯的山峰，位於該國北部安卡什大區，由瓦里省的瓦里區負責管轄，屬於布蘭卡山脈的一部分，海拔高度3,800米。